# Общество «Мон Пелерин»
Общество «Мон Пелерин» (англ. The Mont Pelerin Society) — международная организация, основанная 36 учёными 10 апреля 1947 года на конференции, собранной известным экономистом австрийской школы Фридрихом фон Хайеком в Мон Пелерине (местечке около города Веве в Швейцарии). Организация поддерживает экономическую политику свободного рынка и политические ценности открытого общества. Среди основателей — Морис Алле, Аарон Директор, Вальтер Ойкен, Милтон Фридман, Генри Хэзлитт, Бертран де Жувенель, Людвиг фон Мизес, Фрэнк Найт, Майкл Полани, Карл Поппер, Лайонел Роббинс, Джордж Стиглер. Многие члены общества печатались, в частности, в норвежской газете Farmand. Восемь участников Общества стали лауреатами премии по экономике памяти Альфреда Нобеля (Фридрих А. фон Хайек, Милтон Фридман, Джордж Стиглер, Морис Алле, Джеймс М. Бьюкенен, Рональд Коуз, Гэри С. Беккер и Вернон Смит).

## История
Как отмечает Катрина Форрестер, в 1947 году Хайек приступил к созданию международного альянса либералов для борьбы с коллективизмом и продвижения свободного рынка. Общество Мон Пелерин должно было стать — и станет — центром неолиберализма. Когда Хайек впервые предложил эту идею Попперу, тот рекомендовал ему добавить в участники других левых либералов, в частности Оруэлла.

## Идеология и влияние
Президент общества Кристиан Ватрин в обращении к участникам проходившей в марте 2002 года в России конференции памяти Фридриха фон Хайека так сформулировал понимание свободы: 
Конечно, свобода личности не может быть безграничной. Свобода и порядок — две стороны одной медали. Ведь анархия ведёт не к миру, а к гражданской войне. Поэтому мы должны реформировать свои органы власти так, чтобы они действовали в соответствии с нормами закона. Необходимо также гарантированное социальное обеспечение, как утверждает Хайек, чтобы спасти действительно бедных от голода. Борьба за свободу личности не означает ни согласия с анархическими идеалами, ни этатистически-бюрократического взгляда на общество. Мы должны искать такие пути, которые, с одной стороны, повысят наши шансы на принятие собственных решений, с другой стороны, не будут ущемлять свободу наших соседей.

## Мероприятия, проводимые Обществом
Общие собрания участников Общества (конференции) проходят каждые два года (начиная с 1968 года, до этого собрания проходили практически ежегодно за исключением перерыва в 1948, 1952, 1955, 1963 и 1966 годах). До 1976 года — место проведения собрания выбиралось в Западной Европе (Швейцария, Нидерланды, Франция, Италия, ФРГ, Великобритания, Бельгия, Австрия) или США (1958). Начиная с 1978 года общие собрания проводятся по всему миру (Гонконг, 1978; Токио, 1988 и 2008; Ванкувер, 1992; Чили, 2000; Гватемала, 2006).
В 1966 году в Токио было проведено первое региональное собрание участников, которые с 1969 года стали проходить регулярно через два года. Региональные собрания чаще всего проходят не в европейских странах.
За это время было также проведено семь специальных собраний: в Тайбэе в 1978 и 1988 годах, в Мон Пелерине (1997), на Бали (1999), в Гоа (2002), Шри-Ланке (2004) и Найроби (2007).
Очередное общее собрание общества прошло 10−15 октября 2010 года в Сиднее (Австралия).

## Президенты Общества
| - 1. 1947—61 Фридрих А. фон Хайек (Великобритания) - 2. 1961—62 Вильгельм Рёпке (Швейцария) - 3. 1962—64 Джон Джукс (John Jewkes, Великобритания) - 4. 1964—67 Фридрих Лутц (Friedrich Lutz, ФРГ) - 5. 1967—68 Бруно Леони (Италия) - 6. 1968—70 Гюнтер Шмолдерс (Günter Schmölders, ФРГ) - 7. 1970—72 Милтон Фридман (США) - 8. 1972—74 Артур Шенфилд (Arthur Shenfield, Великобритания) - 9. 1974—76 Гастон Ледюк (Gaston Leduc, Франция) - 10. 1976—78 Джордж Стиглер (США) - 11. 1978—80 Мануэль Айяу (Manuel Ayau, Гватемала) |  | - 12. 1980—82 Тиаки Нисияма (Chiaki Nishiyama, Япония) - 13. 1982—84 лорд Харрис (Lord Harris of High Cross, Великобритания) - 14. 1984—86 Джеймс М. Бьюкенен (США) - 15. 1986—88 Герберт Гирш (Herbert Giersch, ФРГ) - 16. 1988—90 Антонио Мартино (Италия) - 17. 1990—92 Гэри Беккер (США) - 18. 1992—94 Макс Хартвел (Max Hartwell, Великобритания) - 19. 1994—96 Паскаль Салин (Pascal Salin, Франция) - 20. 1996—98 Эдвин Фелнер (США) - 21. 1998—2000 Рамон Диас (Ramon Diaz, Уругвай) - 22. 2000—2002 Кристиан Ватрин (Christian Watrin, ФРГ) |  | - 23. 2002—2004 Леонард П. Лиджио (Leonard P. Liggio, США) - 24. 2004—2006 Виктория Курзон-Прайс (Victoria Curzon-Price, Швейцария) - 25. 2006—2008 Грег Линдсей (Greg Lindsay, Австралия) - 26. 2008—2010 Дипак Лал (Deepak Lal, США) - 27. 2010—2012 Кеннет Миноуг (Kenneth Minogue, Великобритания) - 28. 2012—2014 Аллан Мелцер (США) - 29. 2014—2016 Педро Шварц (Pedro Schwartz, Испания) - 30. 2016—2018 Питер Бёттке (США) - 31. 2018—2020 Джон Брайан Тейлор (США) - 32. 2020 — н. в. Линда Ветстоун (Linda Whetstone, Великобритания) |